# Jiří Zimčík
Jiří Zimčík (* 1976 Uherské Hradiště) je český komiksový autor. Vyučil se truhlářem na SOU Veselí nad Moravou. V roce 1996 odešel do Brna, kde pracoval jako prodavač v knihkupectví a nyní je na volné noze.
Debutoval v komiksovém fanzinu Pot (komiksem Vyvolený). Jeho práce se dále objevily v magazínu AARGH!, revue Labyrint, antologiích Inseminátor a Kontraband, ukrajinském měsíčníku K9, rumunské publikaci Anthology nebo italském sborníku No Words.
Věnuje se rovněž ilustraci (sci-fi magazín Ikarie, ve Francii vyšla kniha Pavla Vilikovského s jeho obálkou) a spolupráci s filmem (amatérská filmová společnost Foxymon), věnuje se také tvorbě koláží z barevného papíru.
V roce 2007 vytvořil booklet CD pražské písničkářky Radůzy V salonu barokních dam. Je autorem titulních ilustrací k pořadu Brněnské televize „Vzhůru dolů“. Jeho výstava byla součástí Letní filmové školy v Uherském Hradišti 2009. Nyní žije a tvoří v Brně.
Jiřího Zimčíka charakterizuje až analytický přístup ke komiksu, na první pohled zaujme pevnou, precizní linkou a vyčištěnou barevností. Jeho kresba se často zjednodušuje až na vitrážově statické, vyčištěné linie a barevné plochy, jindy zas svou dynamikou připomene tvorbu futuristů. Ke čtenářskému soustředění nutí i zvláštně zpomalené časování, které jakoby rozjímalo nad každým políčkem, každou událost převracelo v hlavě. Dekonstruktivní příběhy ale neztrácejí atmosféru, a za zdánlivě chladným, geometrickým stylem se skrývá velká pozornost a také jemný, osobitý humor.